# 意大利足球推广联赛
意大利足球推广联赛（義大利語：Promozione），是意大利足球联赛系统的第 6 级别（自2014/15球季起）。意大利足球推广联赛是一个纯业余性质的足球联赛，参加联赛的球队按照地区分为53个小组。每赛季结束后，各地区获得升级资格的球队升入意大利足球卓越联赛中对应地区的小组，同时也有一定数量的球队降入意大利足球一类联赛的对应组别。